# Elina Avraamovna Bisztrickaja
Elina Avraamovna Bisztrickaja, oroszul: Элина Авраамовна Быстрицкая (Kijev, 1928. április 4. – Moszkva, 2019. április 26.) szovjet-orosz színművésznő. 
Leghíresebb alakítása Akszinyja volt Mihail Solohov Csendes Don-jának Szergej Geraszimov-féle filmváltozatában (1958).

## Élete és pályafutása
A második világháborúban ápolónő volt, másfél évet szolgált frontkórházakban. Egészségügyi, majd bölcsészettudományi tanulmányait félbehagyva Kijevben színművészetet kezdett tanulni. Tanulmányainak idején (1948–53) zajlott az erősen antiszemita hangulatú „kozmopolita-ellenes kampány”, és ennek keretében diáktársai előbb ki akarták zárni a Komszomolból, a Kommunista Párt ifjúsági szervezetéből, majd kiközösítették. Egy tanára vette védelmébe. 1953-ban lépett először színpadra a vilniusi orosz színházban (1953–56), majd a moszkvai Puskin Színház szerződtette (1956–58). 1958-tól a moszkvai Kis Színház tagja volt, ahol még 2007-ben is fellépett, Somerset Maugham darabjában, A kör-ben Kittyt alakította.
Országos hírnévre második filmszerepével, Fridrih Ermler Befejezetlen hősköltemény című ikonikus szocialista realista filmének Jelizaveta Makszimovnájával tett szert. 1955 legjobb színésznőjének választották, és egy filmművész-küldöttség tagjaként Franciaországba utazhatott. Párizsban értesült róla, hogy Geraszimov színésznőt keres a Csendes Don Akszinyjájának szerepére. Azonnal hazautazott, és megkapta a szerepet. A legenda szerint maga Solohov kiáltott fel a válogatáson: „Ő az!” Egyik filmszerep követte a másikat, de a hatvanas évek végétől csak a színpadon szerepelt rendszeresen, filmszerepeket csak elvétve játszott, igaz, még az új évezred első éveiben is fel-feltűnt a vásznon. Televíziós sorozatokban is látható volt. Utolsó tévés szerepében 2008-ban láthatta a közönség. 
Színművészeti akadémiákon tanított, különféle kisebb társadalmi-politikai szerepeket vállalt, a ritmikus gimnasztikai szövetség elnöke volt, még az anticionista szövetségnek is tagja volt a nyolcvanas években. 2011-ben csatlakozott ukrajnai születésű művészek egy csoportjához, akik a kijevi Majdan-téri tüntetés leverését követelték Viktor Janukovics akkori ukrán elnöktől, s a tüntetőket a háborús kollaboráns, Sztepan Bandera utódainak minősítették. 2014-ben, szintén más művészekkel egyetemben, üdvözölte, hogy a Krím-félsziget Oroszországhoz csatlakozott.

## Családja
Édesapja, Avraam Petrovics Bisztrickij infektológus-orvos, édesanyja, Eszfir Iszaakovna Bisztrickaja pedig kórházi szakács. Elina után még egy lánygyermekük született, Szofija.
Első szerelme Kirill Lavrov színész volt, aki azonban esküvőjük kitűzött időpontja előtt, 1953 tavaszán más partnert választott. A hatvanas évek végén kezdődött huszonhét évig tartó szerelme a csaknem két évtizeddel idősebb Nyikolaj Kuzminszkij külkereskedelmi minisztériumi tisztviselővel, aki külföldi útjairól rendszeresen egyedi női ruhákkal és kiegészítőkkel tért vissza. Negyedszázadnyi házasság után Bisztrickaja végül elvált tőle, mert nem tudta megbocsátani sorozatos félrelépéseit. Utolsó éveit magányban töltötte.  

## Filmjei
- 1950 – Békés napok – Lena Akszejenko
- 1951 – Tarasz Sevcsenko – epizódszerep
- 1954 – A Bogatir Martóba tart – hajórádiós.
- 1955 – Befejezetlen hősköltemény – Jelizaveta Makszimovna
- 1958 – Csendes Don – Аkszinya
- 1958 – Önkéntesek – Ljola
- 1960 – Orosz szuvenír – Marija-Pandora (Barbara) Montesi
- 1963 – Minden az emberekre marad – Kszenyija Rumjanceva
- 1964 – Kiolthatatlan láng – Glasa
- 1966 – Nyaralók – Szuszlova
- 1967 – Nyikolaj Bauman – Andrejeva
- 1990 – Kaminszkij moszkvai rendőr – Ivanovna
- 1991 – Hét nappal a gyilkosság után – Kira Alekszandrovna
- 1992 – Búcsúturnék – utas
- 1993 – Bátor srácok – Nagyezsda
- 2002 – Babij Jar – Eleonora
- 2004 – Az óbolgárok sagája – Olga hercegnő
- 2005 – Az óbolgár szent Olga története – Olga hercegnő
- 2006 – Muhtar visszatér – Alina Sztanyiszlavovna